# Bythaelurus incanus
Bythaelurus incanus е вид хрущялна риба от семейство Scyliorhinidae.

## Разпространение
Видът е разпространен в Западна Австралия.